# Amphisbaena ridleyi
Amphisbaena ridleyi е вид влечуго от семейство Amphisbaenidae. Видът е незастрашен от изчезване.

## Разпространение
Разпространен е в Бразилия (Фернандо ди Нороня).

## Описание
Популацията на вида е стабилна.